# Castle Rushen

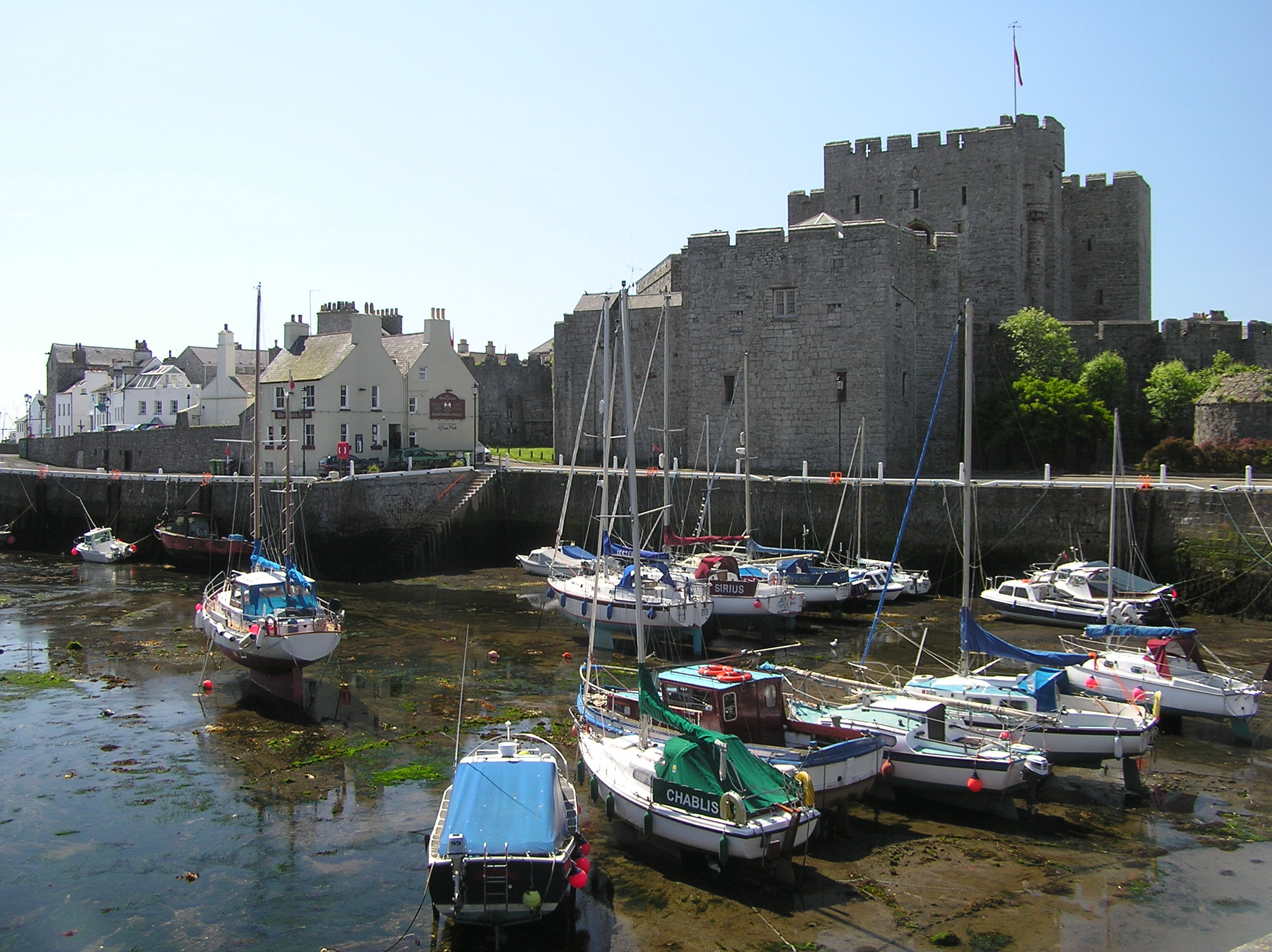
Castle Rushen

Castle Rushen (manx Cashtal Rushen) – zamek położony w centrum miasta Castletown – była siedziba królów i lordów Wyspy Man.
Pochodzi z trzynastego i czternastego stulecia. Zbudowany z wapienia na wzgórzu nad rzeką Silverburn. Służył jako twierdza broniąca przed najeźdźcami, był centrum administracyjnym, tu mieściły się sąd, zakład karny, mennica. Lochy zachowane są do dziś, a zamek jest główną historyczną atrakcją miasta.